# Álvaro Martín
Álvaro Rafael Martín Uriol, né le 18 juin 1994 à Llerena, est un athlète espagnol, spécialiste de la marche, double champion d'Europe du 20 km en 2018 à Berlin et en 2022 à Munich.
En 2023 à Budapest, il devient champion du monde du 20 km et du 35 km marche.

## Carrière
Sur 10 km, Álvaro Martín participe en 2010 aux 1ers Jeux olympiques de la jeunesse à Singapour, puis est finaliste lors des Championnats du monde jeunesse de 2011 à Lille, avant de terminer 5e lors des Championnats du monde juniors à Barcelone en 2012. La même année, il participe aux Jeux olympiques de Londres mais ne termine pas les 20 km. 
24e lors des Championnats du monde de Moscou en 2013, en 1 h 25 min 12 s, il termine 16e lors des Championnats du monde de Pékin en 2015 et remporte la médaille d'argent lors des Championnats d'Europe espoirs d'athlétisme la même année. Il gagne le bronze, sa première médaille internationale, lors des Championnats du monde par équipes à Rome, où il bat son record en 1 h 19 min 36 s.

### Double champion d'Europe (2018-2022)
Le 11 août 2018, l'Espagnol est sacré champion d'Europe du 20 km à Munich avec un chrono en 1 h 20 min 42 s, terminant de justesse devant son compatriote Diego Garcia Carrera et le Russe Vasiliy Mizinov. Il conserve son titre quatre ans plus tard à Munich en 1 h 19 min 11 s (nouveau record personnel), une performance que seul un autre Espagnol, Francisco Javier Fernández, avait réalisée en 2002 et 2006. Martín avait obtenu entretemps une 4e place aux Jeux Olympiques de Tokyo en 2021 et une 7e place aux Mondiaux d'Eugene en juillet 2022.

### Double champion du monde à Budapest (2023)
Lors des championnats du monde de Budapest en 2023, il réalise le doublé 20 - 35 km, tout comme sa compatriote María Pérez. Il améliore également le record national sur les deux distances, avec à chaque fois très peu d'avance sur son dauphin : il s'impose ainsi sur le 20 km en 1 h 17 min 32 s, sept secondes devant le Suédois Perseus Karsltröm, puis sur le 35 km en 2 h 24 min 30 s, quatre secondes devant l'Equatorien Brian Pintado. 

## Palmarès
| Date | Compétition                   | Lieu      | Résultat | Épreuve                  | Performance     |
| ---- | ----------------------------- | --------- | -------- | ------------------------ | --------------- |
| 2014 | Championnats d'Europe         | Zurich    | 5e       | 20 km marche             | 1 h 21 min 41 s |
| 2017 | Championnats du monde         | Londres   | 8e       | 20 km marche             | 1 h 19 min 41 s |
| 2018 | Championnats d'Europe         | Berlin    | 1er      | 20 km marche             | 1 h 20 min 42 s |
| 2021 | Coupe d'Europe de marche      | Poděbrady | 2e       | 20 km marche             | 1 h 19 min 14 s |
| 2021 | Jeux olympiques               | Sapporo   | 4e       | 20 km marche             | 1 h 21 min 46 s |
| 2022 | Championnats ibéro-américains | La Nucia  | 1er      | 10 000 m marche          | 39 min 24 s 20  |
| 2022 | Championnats du monde         | Eugene    | 7e       | 20 km marche             | 1 h 20 min 19 s |
| 2022 | Championnats d'Europe         | Munich    | 1er      | 20 km marche             | 1 h 19 min 11 s |
| 2023 | Championnats du monde         | Budapest  | 1er      | 20 km marche             | 1 h 17 min 32 s |
| 2023 | Championnats du monde         | Budapest  | 1er      | 35 km marche             | 2 h 24 min 30 s |
| 2024 | Jeux olympiques               | Paris     | 3e       | 20 km marche             | 1 h 19 min 11 s |
| 2024 | Jeux olympiques               | Paris     | 1er      | Marche par équipes mixte | 2 h 50 min 31 s |

## Records
| Épreuve      | Performance        | Lieu       | Date            |
| ------------ | ------------------ | ---------- | --------------- |
| 20 km marche | 1 h 17 min 32 s    | Budapest   | 19 août 2023    |
| 35 km marche | 2 h 24 min 30 s NR | Budapest   | 24 août 2023    |
| 50 km marche | 3 h 57 min 24 s    | Torrevieja | 16 février 2020 |